# Colina monoossigenasi
La colina monoossigenasi è un enzima appartenente alla classe delle ossidoreduttasi, che catalizza la seguente reazione:
colina + O2 + 2 ferredossina ridotta + 2 H+ ⇄ betaina aldeide idrata + H2O + 2 ferredossina ossidata
L'enzima di Spinacia oleracea, localizzato all'interno dei cloroplasti, contiene un cluster ferro-zolfo di tipo Rieske (2Fe-2S) e probabilmente anche un centro Fe mononucleare. L'enzima richiede Mg2+ e catalizza il primo passaggio della sintesi di glicina betaina. 

## La sintesi della betaina
In molti batteri, piante ed animali, la betaina è sintetizzata in due passaggi. Dapprima la colina viene convertita in betaina aldeide, quindi essa è convertita ad aldeide. Diversi enzimi sono coinvolti nella prima reazione. Nelle piante, la reazione è catalizzata da questo enzima, mentre negli animali ed in molti batteri è catalizzata dalla colina deidrogenasi legata alla membrana plasmatica (numero EC 1.1.99.1) o dalla colina ossidasi solubile (numero EC 1.1.3.17). 
L'enzima coinvolto nel secondo passaggio, la betaina-aldeide deidrogenasi (numero EC 1.2.1.8), è lo stesso in piante, animali e batteri. In alcuni batteri, la betaina viene sintetizzata a partire dalla glicina, attraverso l'azione della glicina/sarcosina N-metiltransferasi (numero EC 2.1.1.156) e dalla sarcosina/dimetilglicina N-metiltransferasi (numero EC 2.1.1.157).